# Parahippus
Il Parahippus è un parente estinto del cavallo moderno, molto simile al Miohippus ma leggermente più grande, alto circa 1 metro (10 mani) al garrese.
Circa 20 milioni di anni fa, durante il periodo miocenico, alcuni degli ambienti terrestri stavano cambiando e le foreste e le paludi si stavano ritirando man mano che venivano sviluppate altre pianure. Questi sviluppi avrebbero influenzato molti cambiamenti negli attuali antenati dei cavalli.

## Descrizione
Il Parahippus era più grande del Miohippus, con le zampe e il viso più lunghi. Le ossa nelle zampe sono state fuse e questo, insieme allo sviluppo muscolare, ha permesso al Parahippus di muoversi con passi avanti e indietro. La rotazione della gamba flessibile è stata eliminata, in modo che l'animale si adattasse meglio alla marcia veloce in avanti su terreno aperto senza spostarsi da un lato all'altro. Soprattutto, Parahippus era in grado di stare in mezzo al dito, invece di camminare su pastiglie freno, il che gli dava la possibilità di correre più velocemente; il suo peso era supportato da legamenti sotto il punto d'incontro verso la grande punta centrale. Le dita laterali erano quasi rudimentali e raramente toccavano il suolo.
Dal momento che il cibo a foglia era diventato scarso, questi animali erano costretti a sopravvivere sulle erbe appena evolute che stavano ormai rilevando le pianure e i loro denti si adattavano di conseguenza. La cresta extra-molare che era variabile in Miohippus divenne permanente in Parahippus. I molari sviluppavano corone alte e una copertura dura per la frantumazione dell'erba, che era tipicamente coperta con polvere di silice e sabbia.